# Montesclaros
Montesclaros település Spanyolországban, Toledo tartományban. Montesclaros Arenas de San Pedro, Mombeltrán, Navamorcuende, Velada, Mejorada, Segurilla és Cervera de los Montes községekkel határos. Lakosainak száma 365 fő (2024).

## Népesség
A település népessége az utóbbi években az alábbiak szerint változott:
| Lakosok száma | 439  | 423  | 398  | 434  | 455  | 445  | 417  | 406  | 384  | 365  |
|               | 2001 | 2004 | 2007 | 2009 | 2012 | 2014 | 2017 | 2019 | 2022 | 2024 |